# Хорњи Њемчице
Хорњи Њемчице (чеш. Horní Němčice) је насељено мјесто са административним статусом сеоске општине (чеш. obec) у округу Јиндрихув Храдец, у Јужночешком крају, Чешка Република.

## Становништво
Према подацима о броју становника из 2014. године насеље је имало 92 становника.